# Nitrometan
Nitrometan, eller CH3NO2, är en organisk molekyl. Det används bland annat som industriellt lösningsmedel och reaktant, men också som bränsle bland annat inom motorsport, till exempel dragracing. I detta sammanhang kallas nitrometan ofta bara för nitro. 
Eftersom nitrometan innehåller sitt 'eget' syre krävs mycket mindre syre för att uppnå full förbränning än vid förbränning av till exempel bensin:
{\displaystyle {\rm {4\ CH_{3}NO_{2}+3\ O_{2}\rightarrow 4\ CO_{2}+6\ H_{2}O+2\ N_{2}}}}
Det krävs 14,6 kg luft för att förbränna 1 kg bensin, men bara 1,7 kg luft för att förbränna 1 kg nitrometan.
Nitrometan är explosivt vid kraftig upphettning.